# Canavalia altipendula
Canavalia altipendula är en ärtväxtart som först beskrevs av Charles Vancouver Piper, och fick sitt nu gällande namn av Paul Carpenter Standley. Canavalia altipendula ingår i släktet Canavalia och familjen ärtväxter. Inga underarter finns listade i Catalogue of Life.